# Natação nos Jogos Pan-Americanos de 2003 - 50 m livre feminino
O evento dos 50 m livre feminino nos Jogos Pan-Americanos de 2003 foi realizado em 17 de agosto de 2003. 

## Medalhistas
| Ouro   | USA Kara Lynn Joyce  |
| Prata  | BRA Flávia Delaroli  |
| Bronze | PAN Eileen Coparropa |

## Recordes
| Recorde mundial       | Inge de Bruijn (NED) | 24.13 | 22 de setembro de 2000 | Sydney        |
| Recorde pan-americano | Angel Martino (USA)  | 25.40 | 17 de março de 1995    | Mar del Plata |

## Resultados
| Posição | Nadadora                | Eliminatórias | Eliminatórias | Final    |  |
| Posição | Nadadora                | Tempo         | Posição       | Tempo    |  |
| ------- | ----------------------- | ------------- | ------------- | -------- |  |
| 1       | Kara Lynn Joyce (USA)   | 25.29 GR      | 1             | 25.24 GR |  |
| 2       | Flávia Delaroli (BRA)   | 25.69         | 2             | 25.44    |  |
| 3       | Eileen Coparropa (PAN)  | 25.85         | 3             | 25.62    |  |
| 4       | Arlene Semeco (VEN)     | 26.31         | 5             | 25.77    |  |
| 5       | Colleen Lanné (USA)     | 26.10         | 4             | 25.84    |  |
| 6       | Florencia Szigeti (ARG) | 26.61         | 6             | 26.39    |  |
| 7       | Sharntelle McLean (TRI) | 26.92         | 8             | 26.82    |  |
| 8       | Rebeca Gusmão (BRA)     | 26.81         | 7             | 26.85    |  |
|         |                         |               |               |          |  |
| 9       | Alia Atkinson (JAM)     | 27.35         | 13            | 26.86    |  |
| 10      | Linda McEachrane (TRI)  | 27.33         | 12            | 26.90    |  |
| 11      | Angela Chuck (JAM)      | 27.13         | 10            | 26.91    |  |
| 12      | Danielle de Alba (MEX)  | 27.12         | 9             | 26.93    |  |
| 13      | Yamile Bahamonde (ECU)  | 27.30         | 11            | 27.04    |  |
| 14      | Nikia Deveaux (BAH)     | 27.42         | 16            | 27.38    |  |
| 15      | Elizabeth Collins (CAN) | 27.41         | 15            | 27.40    |  |
| 16      | Melanie Slowing (GUA)   | 27.36         | 14            | 27.62    |  |
|         |                         |               |               |          |  |
| 17      | Maria Wong (PER)        | 27.46         | 17            |          |  |
| 18      | Diana López (VEN)       | 27.51         | 18            |          |  |
| 19      | Marianella Marín (CRC)  | 27.52         | 19            |          |  |
| 20      | Carolina Moreno (MEX)   | 27.56         | 20            |          |  |
| 21      | Silvie Ketelaars (AHO)  | 27.72         | 21            |          |  |
| 22      | Maya Beaudry (CAN)      | 27.81         | 22            |          |  |
| 23      | Roshendra Vrolijk (ARU) | 28.13         | 23            |          |  |
| 24      | Kiera Aitken (BER)      | 28.16         | 24            |          |  |
| 25      | Patricia Jimenez (PUR)  | 28.52         | 25            |          |  |
| 26      | Carolina Regalado (DOM) | 28.62         | 26            |          |  |